# ほしのみゆ
ほしの みゆ（1987年5月5日 - ）は、日本の元AV女優。

## 略歴
- 2006年8月 プレステージより素人女優としてAVデビュー。その後キカタン（企画単体）女優として活躍。
- 2007年3月14日 公式ブログ開始。
- 2008年8月から、単体女優としてマックス・エー専属女優となる。
- スカパーアダルト放送大賞2009 女優賞にノミネートされる。
- 2009年4月から、プレミアムに移籍し専属女優となる。
- 2011年9月7日の発売作品をもって AVを引退。

## 人物
- キカタン（企画単体）女優時代よりセル系メーカーのみならずビデ倫系メーカーにも単体で出演していた。
- 撮影会女王の異名があり、東京都秋葉原にあるAV女優撮影会スタジオ「スターキャッツ」にはデビュー当初からほぼ毎月撮影会を行っており専属女優になっていた。
- 2009年5月から開催され始めた撮影会イベント「Precious!」の一周年記念イベントでは最多出演女優賞を受賞している。

## 作品

### アダルトビデオ
2006年
- 賞金or即Hな罰ゲーム （2006年8月11日 プレステージ）
- TOKYO GAL'S Miyu(19) （2006年9月9日 オーロラプロジェクト）
- ウリをはじめた制服少女 34 上野初ウリ少女 （2006年9月22日 プレステージ）
- 欲情シティホテル4F （2006年9月30日 ゴリラプロジェクト）
- エスカレートするドしろーと娘 93 みーちゃん18さい （2006年10月1日 プレステージ）
- 初撮り潮吹き中出し 11 保育士みゆ （2006年10月4日 チーム川崎）
- 素人ギャルズ［LEVEL A］ Ver.22 （2006年10月20日 ジャパンホームビデオ）出演名義:星野美優、オムニバス作品
- Beauty Style 15 有明 MIYU21歳 （2006年10月25日 イエロー）
- 極上素人（生）面接 3 （2006年10月31日 シャイ企画）オムニバス作品
- 悪徳商法1 エステサロンでだまされた みゆ （2006年11月1日 GLAY'z）
- ロリ・ナンパすぺしゃる。8 未成熟ロリビキニ娘たちのワレメに中出し （2006年11月2日 チーム川崎）
- FRAGRANCE 18 吉祥寺 Miyu 21歳 （2006年11月25日 イエロー）
- 首都圏援交 5 （2006年12月1日 プレステージ）
- なちゅらる♡〜私のえっちみてもらいたい〜 （2006年12月7日 桃太郎映像出版）
- REC 09 【レック】「女子高生の処世術」 録画中。（2006年12月9日 プレステージ）
- STREET ANGELS 27 （2006年12月9日 グラフィス）出演名義:ともえ、オムニバス作品
- LOVE DOLL みゆ百式 （2006年12月23日 オーロラ・プロジェクト）
- kawaii* kawaii collection 02 （2006年12月25日 kawaii*）オムニバス作品

2007年
- 東京十代過激援交.01 （2007年1月7日 タカラ映像 KAGE-01）
- TOKYO REAL DOLLS 16 （2007年1月21日 イーミューズ）出演名義:RIRIKO
- 実録C学生の値段.03 みゆ1●歳 （2007年1月26日 プレステージ）
- トラワレ 2 〜監禁女子校生〜 （2007年1月26日、笠倉出版社）オムニバス作品
- 貧乳アスリート （2007年2月2日 TMA）オムニバス作品
- 妄想看護師 ほしのみゆ （2007年2月8日 タカラ映像 DCOW-92）
- BELOVED ほしのみゆ （2007年2月16日 映天）
- エロGAL×2 （2007年2月16日 マキシング）
- 黒タイツ女子校生 （2007年2月23日 笠倉出版社）オムニバス作品
- HIGH SOCKS SCHOOL GIRL （2007年2月23日 笠倉出版社 NOV-8424 120min）オムニバス作品
- 姉妹2 萌えコスとスペレズ&ごっくん （2007年2月25日 しのだプロジェクト）
- HIGH SCHOOL FUCK （2007年3月1日 アイデアポケット）オムニバス作品
- 裸のロリナース （2007年3月2日 GLAY'z）
- 女生徒 （2007年3月3日 グラフィス）
- 癒らし。VOL.30 （2007年3月8日 アウダースジャパン）
- ラブさくら （2007年3月24日 オーロラ・プロジェクト）
- 女子校生SEX STYLE’07 お嬢様●校の場合 （2007年3月25日 しのだプロジェクト）
- メガネっ娘 透け乳首5 （2007年3月30日 笠倉出版社）オムニバス作品
- 僕、専用。S カスタムメイド004 （2007年3月30日 ゴーゴーズ）
- 中出し新入社員4 ほしのみゆ （2007年4月5日 タカラ映像 DCOW-95）
- FACE 98 （2007年4月6日 アウダースジャパン）
- 催眠 赤 #28 超TS×超mc （2007年4月6日 アウダースジャパン）
- LOVELY 02 MIYU （2007年4月7日 グラフィス）
- Tokyo 制服美少女 VOL.12 （2007年4月10日 ラストラス）
- ほしのみゆ 着せ替えコスチューム （2007年4月12日 光夜蝶）
- 少女絶叫監禁室 6 ほしのみゆ （2007年4月13日 I.B.WORKS）
- 学割 エンコーサポート06 制服少女のアルバイト （2007年4月18日 光夜蝶）
- 義母と妹 近親相姦 2 （2007年4月20日 プレステージ）
- kira☆kira SPECIAL 4MIX★FUCK （2007年4月25日 kira☆kira）
- 恥ずかしいコト。Rebirth ［悪戯］通常版 （2007年4月27日 アウダースジャパン）
- イカセッぱっ! 犠牲者 （2007年5月2日 GLAY'z）
- R-18 みゆ （2007年5月2日 チーム川崎）
- 回春生活 ほしのみゆ （2007年5月4日 タカラ映像 YOUD-06）
- 制服アルバイト （2007年5月16日 マキシング）
- Baby Doll[ベビードール] （2007年5月17日 アイエナジー）
- みるスポ!ほしのみゆ （2007年5月19日 みるきぃぷりん♪）
- AFTER ほしのみゆ&清原りょう （2007年5月25日 イエロー）
- 淫乱痴女学園 3 （2007年6月1日 アイデアポケット）
- 女の集団にパンツを脱がされチンポ見られちゃいました。1 女子寮編 （2007年6月7日 プレミアム）
- kawaii* kawaii girl 09 （2007年6月25日 kawaii*）
- 電マ激イキFUCKERS Vol.1 （2007年7月16日 マキシング）オムニバス作品
- NO CUT!! ほしのみゆ （2007年7月30日 ゴリラプロジェクト）
- ハイパーデジタルモザイクVol.060 （2007年8月1日、MOODYZ）
- FELLATIO FESTIVAL 6 （2007年8月1日、アイデアポケット）オムニバス作品
- 近親相姦白書 〜義母と妹〜 （2007年8月10日 ラストラス）
- Black Max Cafeへようこそ! （2007年8月17日 マックス・エー）
- Me&You ほしのみゆ （2007年8月24日 シャイ企画）
- ラブハメ 私的猥褻デート ほしのみゆ （2007年8月31日 笠倉出版社）
- 真性アイドル中出し解禁!! ほしのみゆ （2007年9月14日 アリスJAPAN）
- MAX GIRLS 過激に可憐にヌレまくり!! （2007年9月14日 マックス・エー）オムニバス作品
- 女子校生 出会い系 即ハメ体験 ほしのみゆ （2007年9月21日 h.m.p）
- おねがいっ!!ヤラせてみゆちゃん ほしのみゆ （2007年9月21日 シャイ企画）
- 制服美少女に悪戯 ほしのみゆ （2007年9月25日 イエロー]）
- MIYU LIFE ほしのみゆ （2007年9月28日 マックス・エー）
- my DOLL miyu ほしのみゆ （2007年9月28日 笠倉出版社）
- BACK Fucker （2007年9月30日 ゴリラプロジェクト）
- 逆ソープ天国 ほしのみゆ （2007年10月12日 アリスJAPAN）
- みゆからの痴的手紙 ほしのみゆ （2007年10月24日 シャイ企画）
- 着ハメ!! ほしのみゆ （2007年11月9日 アリスJAPAN）
- ほしのみゆがオレのエロい彼女だったら…。（2007年11月21日 h.m.p）
- SAYA×MIYU （2007年11月22日 シャイ企画）
- ふたなり白百合女学院 ほしのみゆ （2007年12月1日 TMA） ※AVグランプリ2008 グランプリステージ エントリー作品
- ほしのみゆプロデュース企画 ヤッてみたかったエッチヤラしてちょ! （2007年12月21日 h.m.p）
- イカセ4時間 生中出しスペシャル （2007年12月21日 ケイ・エム・プロデュース）

2008年
- 黒タイツ女子校生 ほしのみゆ（2008年1月11日、TMA）
- エロ盛りMAX!! 高級ソープ嬢VS極上ヘルス嬢 180分（2008年1月18日、GLAY'z）オムニバス作品
- 手コキHEAVEN（2008年2月15日、TMA）オムニバス作品
- MIYU's X イキまくり青姦スペシャル（2008年2月18日、宇宙企画（メディアステーション））
- コスプレ ほしのみゆ（2008年2月29日、TMA）
- おじさんは制服がだいすき♥ （2008年3月16日 マキシング）オムニバス作品
- 就職活動 ほしのみゆ（2008年3月21日 宇宙企画）
- 萌え女子校生 〜あぶないアルバイト4時間〜 （2008年3月21日 ビデオバンク）オムニバス作品
- 制服援交 みゆ （2008年3月28日 アリスJAPAN）
- ほしのみゆのソープしちゃうぞ♥ （2008年5月16日 クリスタル映像）
- ほしのみゆとラブハメ温泉に行こう♪ （2008年5月21日 h.m.p HODV-20506 120min）
- 傷心少女 （2008年6月16日 マキシング）オムニバス作品
- 絶対コス! ほしのみゆ （2008年6月21日 h.m.p）
- 湯けむり女教師 ほしのみゆ （2008年7月11日 アップス）
- 超接写まる見え! ほしのみゆ （2008年7月21日 h.m.p）
- デリヘル ほしのみゆ （2008年7月25日 クリスタル映像）
- MAX GIRLS 8（2008年8月8日 マックス・エー）オムニバス作品
- みゆな気分 ほしのみゆ（2008年8月22日 マックス・エー）
- MAX GIRLS 9（2008年9月12日 マックス・エー）オムニバス作品
- 妹の秘密 ほしのみゆ （2008年9月26日 マックス・エー）
- MAX GIRLS 10（2008年10月10日 マックス・エー）オムニバス作品
- 制服狩り ほしのみゆ （2008年10月24日 マックス・エー）
- MAX GIRLS 11（2008年11月14日 マックス・エー）オムニバス作品
- 教えてティーチャー ほしのみゆ （2008年11月28日 マックス・エー）
- MAX GIRLS 12（2008年12月12日 マックス・エー）オムニバス作品
- 制服LOVER ほしのみゆ （2008年12月26日 マックス・エー）

2009年
- MAX GIRLS 13 (2009年1月9日、マックス・エー)オムニバス作品
- ほしのみゆの中出しごっキュン♡ (2009年1月9日、マックス・エー)
- CRYSTAL SOAPへようこそ (2009年1月16日、クリスタル映像)
- MAX GIRLS 14 (2009年2月13日、マックス・エー)オムニバス作品
- 連続絶頂イカセFUCK ほしのみゆ (2009年2月27日、マックス・エー)
- ほしのみゆがサポート アナタのオナニータイム (2009年4月7日、プレミアム)
- みるきぃHi-スクール #178 （2009年4月7日 みるきぃぷりん♪）
- ノーパン女子高生 (2009年5月7日、プレミアム)
- ほしのみゆVSギガンテスチンポ (2009年6月7日、プレミアム)
- 制服のままエッチ！ (2009年7月7日、プレミアム)
- みゆ×みゆ V.I.P (2009年8月7日、プレミアム)
- ご奉仕セックスDOLL (2009年9月7日、プレミアム)
- 犯られまくる淫乱OL25人（2009年9月25日　マックス・エー）
- 手コキ・淫語・女子高生 (2009年10月7日、プレミアム)
- 若奥さまは女子高生 (2009年11月7日、プレミアム)
- 恋するニーハイGIRL (2009年12月7日、プレミアム)

2010年
- ほしのみゆ6本番スペシャル～JKコスバージョン～ (2010年1月7日、プレミアム)
- 放尿、潮吹き、大失禁。 (2010年2月7日、プレミアム)
- 朝から晩まで一日中、ほしのみゆがサポート アナタのオナニータイム3時間スペシャル (2010年3月7日、プレミアム)
- ほしのみゆのハレンチクリニック (2010年4月7日、プレミアム)
- 真性アイドル全員中出し!!　4時間 （2010年4月9日、アリスJAPAN）オムニバス作品
- エッチ売りの少女 (2010年5月7日、プレミアム)
- ほしのみゆが100％彼女目線でアナタとHな同棲生活。 (2010年6月7日、プレミアム)
- ノーパンおもらし女子高生 (2010年7月7日、プレミアム)
- PREMIUM STYLISH SOAP (2010年8月7日、プレミアム)
- ほしのみゆ七変化 (2010年9月7日、プレミアム)
- 見つめて♥みゆちゃん！ (2010年10月7日、プレミアム)
- ほしのみゆの手コキ・淫語・誘惑痴女 (2010年11月7日、プレミアム)
- 教えて！みゆ先生！ (2010年12月7日、プレミアム)

2011年
- ほしのみゆ、初パイパン。（2011年1月7日、プレミアム）
- ほしのみゆの上目使いフェラ天国（2011年2月7日、プレミアム）
- おじさん大好き ほしのみゆ（2011年2月7日、桃太郎映像出版）※なちゅらるの完全版
- みゆのお口がエロすぎるっ！（2011年3月7日、プレミアム）
- みゆセンセイといっしょ。オトナの変態保育園（2011年4月7日、プレミアム）
- プレミアム・ビューティーほしのみゆ＆二宮沙樹（2011年5月7日、プレミアム）
- 放尿、潮吹き、大失禁、3D（2011年6月7日、プレミアム）
- 3Dオナニーサポート（2011年8月7日、プレミアム）
- ほしのみゆ、引退!（2011年9月7日、プレミアム）

- BEST OF MIYU （2007年5月10日 ラストラス）
- ほしのみゆベスト4時間 （2007年7月5日 タカラ映像 MBOX-11 240min）（東京十代過激援交・妄想看護師・中出し新入社員・回春生活、の4作品を収録）
- ピンクダイアモンド ほしのみゆ （2007年9月21日 GLAY'z）
- ほしのみゆBEST （2007年11月25日 イエロー）
- みゆコレまるごと!4時間BEST ほしのみゆ （2007年12月21日 笠倉出版社）
- MAX ピンクファイル あのピンクファイルで魅せる! ほしのみゆ （2008年1月11日 マックス・エー）
- ブルーダイアモンド ほしのみゆ （2008年3月7日 GLAY'z）
- ほしのみゆ大全集 1 （2008年4月21日 ビデオバンク）
- Maximum ほしのみゆ（2008年5月23日 宇宙企画）
- NON STOP ほしのみゆ（2008年5月30日、TMA）
- Best of ほしのみゆ モザイク改良版 240分 （2008年8月22日 アウダースジャパン）
- ほしのみゆ大全集 2 （2008年10月21日 ビデオバンク）
- アリスピンクファイル あのピンクファイルで魅せる! ほしのみゆ （2008年12月12日 アリスJAPAN）
- レズ鉄人がイカせたスーパーアイドル4時間 (2009年1月16日、ケイ・エム・プロデュース)
- Wフェラ&トリプルフェラ 22人 (2009年1月19日、イエロー)
- ボクとあの娘とリモコンバイブ4時間 (2009年1月21日、ビデオバンク)
- ほしのみゆ大全集 3 (2009年2月21日、ビデオバンク)
- コスプレアイドルCOLLECTION 4時間 4 (2009年3月20日、TMA)
- 100％ ほしのみゆ BEST 4時間（2009年4月21日 ビデオバンク）
- MAXピンクファイル あのピンクファイルで魅せる! ほしのみゆ Vol.2 （2009年9月25日 マックス・エー）
- ほしのみゆ2009-2010 プレミアムBEST8時間 (2010年7月7日、プレミアム)
- ほしのみゆPREMIUM BOX4枚組16時間（2012年1月7日、プレミアム）
- ノーカット ほしのみゆ 2枚組8時間（2012年5月1日、NIRVANA）
- あの時の君に会いたい。ほしのみゆ 2枚組8時間（2013年9月13日、TMA）
- ほしのみゆ 4時間 (2017年10月25日、マックス・エー)

### イメージビデオ
- nudism （2008年8月20日 QH映像）…出演名義:弓野詩穂
- エロキュート （2008年11月28日 オルスタックピクチャーズ）
- X時間 エクスタシー 26 ほしのみゆ （2009年1月23日 ゴマブックス）

### オリジナルビデオ
- 人間狩り （2008年10月25日 GPミュージアムソフト）
- 虜～人妻なのに～・・・ （2009年12月25日　GPミュージアムソフト）
- 満淫電車 イマドキ就活事情 （2011年2月11日　JVD）

### バラエティビデオ
- 湯女紀行 野沢編 BRW108 小川あさ美＆ほしのみゆ（2011年2月21日　東映）
- あいの恋文 第二章（2011年4月30日　つくばテレビ）

### ゲーム
- 桃色・妹野球拳ポータブル（PSP）（2008年6月26日、GBTピクチャーズ、グラッツコーポレーション）
- 桃色・妹野球拳（DVDPG）（2008年6月26日、GBTピクチャーズ、グラッツコーポレーション）

### 写真集
- 絶対美少女Mまるごと!!ほしのみゆPhotoBook wit(DIA COLLECTION)（2008年6月、ダイアプレス）ISBN 978-4862141958
- MIYU's X（2008年1月25日、彩文館出版、撮影：稲村幸夫）ISBN 978-4775602805

### トレーディングカード
- ミルキーエンジェル エヴォリューション Vol.2（2007年12月8日、ミント）
- AVCジューシーハニーコレクションカード プレミアムエディション 2008（2008年12月20日、ミント）

## 出演

### テレビ番組
- ドM時デスョ!（コーナー「ラブデート」 2007年12月期、2008年3月期　サンテレビ）
- 桃のふくらみ（MONDO21）
- あさだちテレビ：メインMC（2008年1月-12月、エンタ!371）
- あいの恋文 #6（2009年6月18日、エンタ!371）